# 出逢った頃のように
『出逢った頃のように』（であったころのように）は、日本の音楽グループEvery Little Thingの5枚目のシングル。

## 解説
前作『For the moment』から2か月でのリリース。シングルでは初の日本語タイトルで、五十嵐在籍時のシングルでは唯一となる。
当初のデモではキーが非常に高く、持田は高いキーが出るまで猛練習したが、実際レコーディングする時にはキーが下げられていたという。CDシングルでは変ト長調だが、ライブでは半音下げてヘ長調にキーを変えて演奏することが多い。
PV・ジャケットは沖縄県の宮古島で撮影されたものである。

## 収録曲
1. 出逢った頃のように
作詞・作曲・編曲：五十嵐充
森永製菓「ICE BOX」CMソング
2. 出逢った頃のように (Summer Night Mix)
3. 出逢った頃のように (Instrumental)

## 楽曲の収録アルバム
出逢った頃のように
- 『Time to Destination』
- 『Every Best Single +3』
- 『Every Best Single 2』※アレンジ、新録音して収録。
- 『Every Best Single 〜COMPLETE〜』
- 『Every Best Single 2 ～MORE COMPLETE～』
- 『Every Best Single 2 〜Early period〜』

## カバー
- クーク・ハーレル聖歌隊がELTの英語カバーアルバム『ELT Songs from L.A.』にてゴスペル風にカバーしている。
- 浅倉杏美、原由実、沼倉愛美 が2012年放送のラジオ大阪の番組『THE IDOLM@STER STATION!!!』のコーナーの1つ「歌姫楽園2012」にてカバーした。楽曲は2013年発売のアルバム『THE IDOLM@STER STATION!!! FAVORITE TALKS』に収録された。
- KissBee - カバーアルバム『KissBee Cover Album Vol.1』（2016年12月24日発売）に収録。
- 高木さん（高橋李依） - アルバム『からかい上手の高木さん Cover Song Collection』（2018年3月28日）収録。テレビアニメ『からかい上手の高木さん』第12話エンディングテーマ。
- avex traxから発売されたライブアイドルのコンピレーション・アルバム『EXA IDOL COMPLEX〜Super duper!』にて鈴木花純（ex.テレジア）＆Chelipによってカバーされた。
- 2020年、エイベックス楽曲カバー曲を集めたコンピレーション・アルバム『avex revival trax』にてHina from FAKYによってカバーされた[1]。